# ドキュメンテーション文字列
ドキュメンテーション文字列（ドキュメンテーションもじれつ）あるいはdocstring（英語: documentation string、ドックストリング）はプログラミングにおいてコメントのようにソースコードの特定の部分を文書化するための文字列リテラルのこと。通常のコメントやdocblockのように解析時に構文木から除外されず、プログラムの実行時まで保持されるため対話的なヘルプやメタデータとして利用できる。
歴史的にはEmacsの前身のTECOに初めて実装された。
docstringをサポートするプログラミング言語にはPython、Lisp、Elixir、Clojure、 Gherkin、Julia and Haskellがある。

## 実装例

### Elixir
言語レベルでドキュメンテーションがサポートされており、Markdownがデファクトのマークアップ言語として利用されている。
```
def
 
module
 
MyModule
 
do

  
@moduledoc
 
"""

  
Documentation for my module. With **formatting**.

  
"""

  
@doc
 
"Hello"

  
def
 
world
 
do

    
"World"

  
end

end

```

### Lisp
Lispではdocstringとして知られる。Common Lisp標準において、処理系は必要に応じてdocstringを理由なくいつでも破棄してよいと定めている。docstringが温存されているとき、DOCUMENTATION関数で表示および変更できる。
```
 
(
defun
 
foo
 
()
 
"hi there"
 
nil
)

 
(
documentation
 
#'
foo
 
'function
)
 
=>
 
"hi there"

```

### Python
Pythonでは定義（defまたはclass）の直後の文に文字列リテラルを記述することでコードオブジェクト（モジュール、クラス、または関数）のdocstringになる。他のタイプの式ではなく、文字列リテラルでなくてはならない。コードオブジェクトのdocstringは、そのオブジェクトの__doc__属性およびhelp関数を介して利用できる。
以下のコードはPythonファイルでdocstringを宣言する。
```
"""The module's docstring"""

class
 
MyClass
:

    
"""The class's docstring"""

    
def
 
my_method
(
self
):

        
"""The method's docstring"""

def
 
my_function
():

    
"""The function's docstring"""

```

上記のコードをmymodule.pyとして保存したとき、インタラクティブシェルで以下のようにdocstringにアクセスできる。
```
>>> 
import
 
mymodule

>>> 
help
(
mymodule
)

The module's docstring

>>> 
help
(
mymodule
.
MyClass
)

The class's docstring

>>> 
help
(
mymodule
.
MyClass
.
my_method
)

The method's docstring

>>> 
help
(
mymodule
.
my_function
)

The function's docstring

>>>

```

## ドキュメンテーション文字列を使ったツール
- cobra -doc (Cobra（英語版）)
- doctest（英語版） (Python)
- Epydoc（英語版） (Python)
- Pydoc（英語版） (Python)
- Sphinx (Python)

## 関連記事
- 文芸的プログラミング – 他のコードコメントパラダイム
- Plain Old Documentation（POD） – Perlのドキュメンテーションツール